# Karel I van Münsterberg
Karel I van Münsterberg-Oels ook bekend als Karel I van Podiebrad (Glatz,  2 of 4 mei 1476 - Frankenstein, 31 mei 1536) was van 1498 tot 1536 hertog van Münsterberg-Oels en graaf van Glatz.

## Levensloop
Karel was de jongste zoon van hertog Hendrik van Podiebrad van Münsterberg-Oels, zoon van de Boheemse koning George van Podiebrad, en diens echtgenote Ursula van Brandenburg, dochter van keurvorst Albrecht Achilles van Brandenburg. 
Na de dood van zijn vader in 1498 erfden Karel en zijn oudere broers Albrecht I en George II het hertogdom Münsterberg-Oels en het graafschap Glatz, dat ze gezamenlijk bleven besturen. Ze hadden echter elk een eigen residentie: Albrecht in Glatz, George in Oels en Karel in Münsterberg en daarna in Frankenstein.
Zodra hij bekend maakte dat hij in Frankenstein ging resideren, promootte Karel de ontwikkeling van de stad. Om steun te krijgen van de plaatselijke bevolking, liet hij nieuwe stenen huizen bouwen en ook huizen buiten de stadswallen voor de landadel. Ook werd de stadswal herbouwd en verstevigd en werd er in 1511 in de stad een stenen pastorie gebouwd. Ook gaf Karel rond deze periode de opdracht om een groot paleis te bouwen op de plaats waar de ruïnes van het middeleeuwse kasteel van Frankenstein stonden. Zijn opvolgers zetten de werken aan het kasteel verder, maar het geraakte nooit volledig af. De hoge bouwkosten aan dit paleis veroorzaakten echter hoge schulden tegen het midden van de 16e eeuw.
In 1502 stierf zijn broer George en in 1511 zijn broer Albrecht. Hierdoor bleef Karel als enige hertog van Münsterberg-Oels over. In 1501 hadden Karel en zijn broers het graafschap Glatz wegens hoge schulden verkocht aan graaf Ulrich van Hardegg, maar desondanks bleven hij en zijn broers de titel voor de rest van hun leven gebruiken. 
Karel diende eveneens de Boheemse koningen Wladislaus II, Lodewijk II en Ferdinand I en oefende meerdere hoge functies uit. In 1519 werd hij door koning Lodewijk II benoemd tot landvoogd van Opper-Lausitz, wat hij bleef tot aan de dood van koning Lodewijk in 1526. In 1523 werd Karel benoemd tot landeshauptmann van het koninkrijk Bohemen en hij was bovendien een van de edelen die het land bestuurden als de koning afwezig was. In 1524 werd hij eveneens benoemd tot landeshauptmann van Silezië. 
Na de dood van koning Lodewijk in 1526 was Karel een leidende figuur in de verkiezing van de nieuwe Boheemse koning. Hij steunde al snel de kandidatuur van Ferdinand van Habsburg, die verkozen geraakte en in 1527 gekroond werd. Als dank voor zijn steun werd Karel herbevestigd in zijn functies van landeshauptmann van Bohemen en Silezië. De leiding van deze functies betekende echter een belangrijke financiële last voor Karel, die hierdoor gedwongen werd om sommige delen van zijn gebieden te verkopen. 
Hoewel Karel met veel interesse de geschriften van Maarten Luther las, bleef hij tijdens de Reformatie het katholicisme aanhangen. Hij stierf in 1536 en werd daarna begraven in de Sint-Annakapel van Frankenstein, waar zijn zoons een grafsteen voor Karel en zijn echtgenote lieten bouwen. 

## Huwelijk en nakomelingen
In 1488 huwde Karel met Anna (1480/1483-1541), dochter van hertog Jan II de Krankzinnige van Glogau. Ze kregen twaalf kinderen:
- Hendrik (1497)
- Anna (1499-1504)
- Catharina (1500-1507)
- Margaretha (1501-1551), huwde met graaf Jan Zajíc van Hasenburg
- Joachim (1503-1562), bisschop van Brandenburg en hertog van Münsterberg-Oels
- Cunigunde (1504-1532), huwde met graaf Christoffel Černohorský van Boskovice
- Ursula (1505-1539), huwde met graaf Jeroom van Bieberstein
- Hendrik II (1507-1548), hertog van Münsterberg-Oels
- Hedwig (1508-1531), huwde in 1525 met markgraaf George van Brandenburg-Ansbach
- Jan (1509-1565), hertog van Münsterberg-Oels
- Barbara (1511-1539), abdis in de abdij van Strehlen
- George II (1512-1553), hertog van Münsterberg-Oels